# Maskengame
Ein Maskengame, auch als „Game“ bezeichnet, beschreibt eine koordinierte Hetzkampagne im Internet, bei der einzelne Nutzer – die sogenannten „Masken“ – gezielt unter Druck gesetzt werden. Gruppen von Teilnehmenden setzen dabei verschiedene Mittel ein, die teils legal, teils illegal sein können, um das Opfer zu verunsichern oder zu belasten. Die Ziele solcher Games besteht nicht nur in der Wirkung auf die „Masken“, es spielen auch Gruppendynamiken eine Rolle.

## Hintergrund
In Deutschland erlangte das Phänomen des Maskengames durch Medienberichterstattung über das Drachengame Bekanntheit. Hierbei bildeten sich Communities von tausenden Nutzern, die sich in Gruppen auf verschiedenen Social-Media-Plattformen zusammenschlossen.
In Medienberichten werden derartige Maskengames als „Hass- und Hetzkampagnen im Internet“ beschrieben. Die Teilnehmer der Maskengames zielten darauf ab, die Opfer des Mobbings, die als „Masken“ bezeichnet werden, „verächtlich zu machen, und zu provozieren“. Videos der Handlungen werden im Anschluss genutzt, um sich in Chatgruppen zu rühmen. Laut Angaben des Bundeskriminalamts wird ebenfalls versucht, die Opfer zur Aufgabe ihrer Onlinepräsenz zu bringen. Selbsterklärtes Ziel der Täter ist es, die Opfer in den Suizid zu treiben oder sie zu drängen, sich in psychiatrische Behandlung zu begeben.
Laut Belltower.news ist der Begriff der „Maske“ eine Übertragung aus dem Englischen. In einer englischsprachigen Troll-Communites, welche sich in dem Forum Kiwi Farms organisierte, hat sich der Begriff „Lolcow“ (lol = Laughing out Loud, cow = Kuh, welche gemolken wird) etabliert. Im deutschen Troll-Communities hingegen habe sich der Begriff der „Maske“ für das selbe Phänomen durchgesetzt.

### Begriffliche Abgrenzung
In der Forschung werden drei Faktoren benannt, die Mobbing und Cybermobbing ausmachen:
- Machtgefälle zwischen Opfern und Tätern
- Absichtliche Schädigung des Opfers
- Regelmäßigkeit, Dauer und Wiederholung des schädigenden Handelns

Laut dem Germanisten Dennis Wegerhoff unterscheiden sich Maskengames vom klassischen Mobbing und Cybermobbing vor allem durch folgende Faktoren:
- Maskengames betreffen nahezu ausschließlich Content Creator auf sozialen Medien
- Täter haben meist keine Berührungspunkte zu den Opfern
- Das Mobbing im Rahmen von Maskengames geht von einer großen, anonymen Masse aus
- Die Opfer können dem Mobbing entgehen, wenn sie ihre Onlineaktivitäten anpassen
- Die Opfer sind häufig an der Verbreitung der Aufnahmen des Mobbings selbst beteiligt, da das Mobbing etwa zu einer erhöhten Reichweite führen kann
- Teilweise sind die Mobber der Hauptrezipientenkreis der Opfer, wodurch ein Abhängigkeitsverhältnis entsteht
- Die Mobber erleben in den Netzwerken ein Gemeinschaftsgefühl

### Methoden der Täter
Die Methoden der Täter umfassen eine Vielzahl an verschiedenen Handlungen, die an die Opfer des Onlinemobbings angepasst werden.

#### Doxing
Doxing, auch Doxxing, beschreibt das Zusammentragen und Veröffentlichen personenbezogener Daten, typischerweise mit bösartigen Absichten gegenüber den Betroffenen. Zum Teil geht damit auch die Identifizierung anonymer Personen einher. Doxing ist ein essentieller Bestandteil des Maskengames. Sobald die Adresse bekannt geworden ist, werden die Daten von den Tätern genutzt, um den beispielsweise ungewollte Essensbestellungen auszulösen, Leichenwagen zur Adresse der Opfer zu bestellen oder die Opfer zu belästigen, indem etwa Falschinformation verbreitet werden, dass an der Adresse eines Opfers Drogen verkauft würden, woraufhin Drogenabhängige die Opfer der Maskengames aufsuchen. Reaktionen der Opfer werden häufig in Livestreams beobachtet.

#### In den Suizid treiben
Laut Angaben der Zentralstelle für Hasskriminalität im Netz (ZHIN) würden sadistisch motivierte Mobber zum Teil das selbst formulierte Ziel verfolgen, die Opfer der Maskengames in den Suizid zu treiben. Trotz dieses erklärten Ziels, sei den Tätern strafrechtlich bislang nur schwer beizukommen, erklärte eine Staatsanwältin. Ein Oberstaatsanwalt erklärte, dass bei Maskengames häufig die gesamte Familie betroffen sei. Die ZHIN selbst verfolgte ein Fall, bei dem ein Geschädigter in den Suizid getrieben werden sollte und dessen Tochter sich beinahe das Leben nahm.

#### Telefonterror
Hierbei rufen die Täter immer wieder die Rufnummer des Opfers an. Während eine einzelne Rufnummer blockiert werden kann, um unerwünschte Anrufe zu verhindern, ist dies bei hunderten verschiedenen Rufnummern oder Rufnummern-Spoofing kaum möglich. Im Falle des sog. Drachengames wurde nicht nur Winkler selbst, sondern auch Nachbarn und Gewerbetreibende am Wohnort durch Telefonterror belästigt.

#### Swatting
Wenn die Adresse des Opfers bekannt ist, werden teilweise Gefahrensituationen vorgetäuscht, um Einsätze von Rettungskräften zu provozieren. Swattings werden häufig verübt, während die Opfer livestreamen, da die Täter so die Einsätze live mitverfolgen können. Aus diesem Grund sind Opfer von Swattings häufig Youtuber oder Gamer.
Teilweise werden auch im Namen der Opfer Drohnachrichten verfasst, sodass das diese als vermeintlicher Urheber gehalten und ins Visier polizeilicher Ermittlungen geraten.

#### Deepfakes und Falschbehauptungen
Deepfakes werden erstellt, um die Opfer zu diskreditieren, in Verruf zu bringen oder auch um andere Gruppenmitglieder zum Hass auf das Opfer anzustacheln.
Darüber hinaus werden Vorwürfe gegen die Opfer konstruiert, welche größtmögliche gegen die Opfer gerichtete Reaktionen auslösen sollen. Hierfür werden die Opfer teilweise als „Tierquäler“, „Vergewaltiger“ oder „Kinderschänder“ verleumdet. Diese Anschuldigungen werden zusammen mit Bild, Namen und Anschrift der Opfer verbreitet.

#### Ungewollte Essensbestellungen
Eine Besonderheit von Maskengames sind ungewollte Essensbestellungen. Nach Doxing der Wohn- oder Geschäftsadressen der Opfer lösen die Täter massenhaft ungewollte Essenslieferungen aus. Für die Bestellungen werden häufig Lücken im Sicherheitssystem des Essenslieferdienstes Lieferando genutzt. Ein Mitglied der Gruppierung NWO hat laut Medienberichten eigens einen Bot namens „Pizzerando“ entwickelt, mit dem hunderte Essensbestellungen auf einmal über die Plattform ausgelöst werden konten.

### Strukturen

#### Drachengame
Laut dem Onlinemagazin Legal Tribune Online werden Hass- und Hetzkampagnen, wie sie gegen einzelne Personen wie Reiner Winkler (alias „Drachenlord“) ausgeübt inszwischen als „Maskengames“ bezeichnet.
Der bekannteste Fall eines Maskengames ist das sogenannte „Drachengame“. Hierbei wurde der Youtuber Rainer Winkler (alias „Drachenlord“) aus einer losen Community von zehntausenden Menschen, die sich „Haider“ nennen, systematisch belästigt. Durch Cybermobbing und Stalking sowohl im Internet, als auch an seinem Wohnort, verfolgten die Haider das Ziel, Winkler zu einer Aufgabe seiner Onlinepräsenz zu bringen. Hierfür sammelten die Haider hunderte Videos, legten eine Chronik über das Leben Winklers an, eine Internetzeitung berichtete über Winklers Leben und Bots zum Monitoring von Winklers Aktivitäten auf Social Media wurden programmiert.
Das Drachengame führte zu zahlreichen Gerichtsverfahren gegen Winkler und auch gegen einzelne Haider. Nach Verlagerung der Aktivitäten an Winklers Wohnort, an den zahlreiche Haider pilgerten und für Unruhe sorgten, verkaufte Winkler sein Haus an die Gemeinde, die es abreißen ließ. Zeitweilig war Winkler im Anschluss wohnungslos.
Laut dem Germanisten Dennis Wegerhof diene das Drachengame mittlerweile als Blaupause für andere Maskengames, was sich auch dadurch zeige, dass die Terminologie aus dem Drachengame teilweise auf andere Maskengames übertragen werde.

#### NWO
Mediale Rezeption erfuhr die Gruppierung NWO („New World Order“ oder „Nie Wieder Online“), nachdem Chatprotokolle der Täter durch ein ehemaliges Mitglied der Gruppe geleakt worden war und in der Folge die Strukturen der Gruppierung nicht nur in Dokumentationen und Medienberichten beleuchtet worden war, sondern auch eine juristische Aufarbeitung der Taten begann.
Das Ausmaß der Maskengames und Folgen für die Betroffenen wurde in der Dokumentation „Das Cybermobbingkartell“ (Alternativtitel: „Maskengame“) über das NWO-Netzwerk thematisiert.

## Opfer
Laut einem von Jonas Grünewald im juristischen Fachmagazin Kriminalistik veröffentlichten Artikel wird von einer dreistelligen Zahl an Opfern von Maskengames in Deutschland ausgegangen. Medienberichten zufolge haben sich zehntausende Menschen in Gruppen zu organisiertem Onlinemobbing zusammengeschlossen. Laut Angaben des Betroffenenverbunds „Instituts für Sicherheit und Datenanalyse im Streaming“ hatte im Jahr 2024 allein die Gruppierung NWO 1048 Streamer im Visier. Es wurden 132 Fälle von Swatting bei Twitch-Streamern innerhalb von 26 Monaten gezählt.
Opfer der Maskengames sind häufig Content Creator und Influencer. Medial rezipierte Fälle umfassen neben Rainer Winkler auch die Influencerinnen Aline Bachmann und Shurjoka.
Streamer und Influencer, die Opfer eines Maskengames werden, haben teilweise körperliche oder psychische Auffälligkeiten wie Kleinwuchs, Alkoholismus, eine Behinderung oder psychische Erkrankung. Als präzipitierende Faktoren werden „ein hohes Mitteilungsbedürfnis“ in Verbindung mit „geringem Schamgefühl und Privatsphärebewusstsein“ beschrieben.
Häufige Vorwürfe der Mobber gegenüber den Opfern von Maskengames umfassen:
- Kontroverse oder radikale Ansichten
- Konfrontatives Konfliktmanagement
- Fokussierung auf negative Kommentare/Reaktionen
- Überhöhung der eigenen Persönlichkeit
- Lügen
- Opfernarrativ, Selbstbild als Märtyrer

## Rechtslage

### Strafverfolgung

#### Strafbarkeit von Maskengames
Ein zentraler Bestandteil der Maskengames ist das Doxing. Doxing wurde bereits im September 2021 als Gefährdendes Verbreiten personenbezogener Daten in das Strafgesetzbuch aufgenommen (§ 126a StGB). Das Veröffentlichen von frei zugänglichen Daten wird seitdem mit einer Freiheitsstrafe von bis zu zwei Jahren oder einer Geldstrafe bestraft, das Veröffentlichen von nicht frei zugänglichen Daten mit einer Freiheitsstrafe von bis zu drei Jahren oder einer Geldstrafe. Die Verbreitung der Daten sowie deren Inhalt muss dazu geeignet und nach den Umständen dazu bestimmt sein, die betroffene Person oder ihr nahestehende Personen eines gegen sie gerichteten Verbrechens oder einer sonstigen rechtswidrigen Tat gegen die sexuelle Selbstbestimmung, die körperliche Unversehrtheit, die persönliche Freiheit oder gegen eine Sache von bedeutendem Wert auszusetzen.
Staatsanwälte der Zentralstelle für Hasskriminalität im Netz, welche an die Göttinger Staatsanwaltschaft angegliedert ist, erklärten im Jahr 2023 gegenüber der Hannoverschen Allgemeinen Zeitung, dass man seit einem Jahr koordinierte Hasskampagnen beobachte. Taten, welche im Rahmen dieser Hasskampagnen begangen werden, seien juristisch zumeist nur als Bagatelldelikte zu ahnden. Eine Staatsanwältin der Göttinger Zentralstelle für Hasskriminalität im Netz erklärte:

„Wir betreten hier rechtliches Neuland (...) Dieses Phänomen hat bislang noch keinen Eingang in das Strafgesetzbuch gefunden.“

#### Strafbarkeitslücke
Rechtswidriger Taten, die im Rahmen von Maskengames begangen werden, können nach Anwendung einschlägiger Rechtsnormen schon heute strafrechtlich geahndet werden. Allerdings ergibt sich aus den Besonderheiten der Maskengames aus Sicht von Juristen eine Strafbarkeitslücke. Diese Strafbarkeitslücke ergibt sich primär aus dem Umstand, dass beim klassischen Stalking ein Einzeltäter eine Vielzahl von Handlungen begeht. In Maskengames hingegen begeht eine Vielzahl von Menschen Einzelhandlungen, was sowohl eine Strafverfolgung im Rahmen des § 238 StGB verunmöglicht und Auswirkungen auf die Anwendung des Gewaltschutzgesetzes hat.

#### Mögliche Gesetzesänderungen zur Schließung der Strafbarkeitslücke
Während das beharrliche Nachstellen als Stalking im Rahmen des § 238 StGB bereits jetzt einer Strafbarkeit unterliegt, zeichnen sich Maskengames häufig durch Einzeltaten aus, die erst im Kontext der Gruppenstrukturen, aus denen sie begangen werden, für das Opfer dem Stalking ähnliche Folgen hat. Eine Anwendung des § 238 bei erstmaligen Taten ist bisher nur unter besonderen Voraussetzungen möglich. Um diese Lücke in der strafrechtlichen Verfolgung zu schließen, brachte das niedersächsische Justizministerium im Juni 2024 bei der 95. Frühjahrskonferenz der Justizminister (JuMiKo) in Hannover einen Vorschlag ein, nachdem eine Strafbarkeit auch dann möglich wäre, wenn eine erstmalige Tat begangen wird. Laut dem juristischen Fachblog LTO.de ist der entsprechende Antrag in der Sitzung des vorbereitenden JuMiKo-Strafrechtsausschusses einstimmig abgesegnet geworden. Im Anschluss an die JuMiKo wurde ein Beschluss getroffen, in dem die Justizminister erklärten, sich mit dem Phänomen der Maskengames beschäftigt zu haben. In dem Beschluss wurde die Lücke in der Strafverfolgung erläutert und eine Bitte an den Bundesminister der Justiz formuliert, einen gesetzgeberischen Handlungsbedarf zu prüfen.
Die niedersächsische Justizministerin Kathrin Wahlmann (SPD) erklärte, dass neben dem Schließen der Strafbarkeitslücke auch eine Erleichterung der Strafverfolgung notwendig sei und appelliert an Bundesjustizminister Marco Buschmann die Schwelle zur Telekommunikationsüberwachung herabzusetzen, um Täter effektiver ausfindig zu machen.
Frank Bornemann, Vorsitzender des niedersächsischen Richterbundes verglich Maskengames mit Schlägereien. Die Täter verabredeten sich online zu Maskengames. Bei der Schließung der Strafbarkeitslücke müsse jedoch gewährleistet bleiben, dass die Täter wüssten, dass sie sich strafbar machen.

## Dokumentationen
- Bekenntnisse eines Haters(ARD, 2022)
- Das Cybermobbing-Kartell (ARD, 2024)